# Атака легкої кавалерії (фільм, 1936)
«Атака легкої кавалерії» (англ. The Charge of the Light Brigade) — чорно-біла військова мелодрама 1936 року, знята за мотивами поеми Альфреда Теннісона і історії Балаклавської битви. Номінація на премію «Оскар» за найкращий звук (Натан Левінсон).

## Сюжет
Дія фільму розгортається в 1854 році. Майор Джеффрі Вікерс і сер Хемфрі Харкорт прибувають до двору Сурат-хана, правителя Суристана, щоб повідомити його про припинення фінансування, яке раніше гарантував йому британський уряд. Ворожість Сурат-хана по відношенню до посланців змінюється вдячністю, після того, як Джеффрі рятує йому життя під час полювання на леопардів.
Потім Джеффрі вирушає до Калькутти, де разом зі своїм батьком-полковником знаходиться його наречена Ельза Кемпбелл, і з'ясовує, що за час його відсутності дівчина закохалася у його молодшого брата Перрі. Брати, які тепер перетворилися на суперників, серйозно сваряться. Перрі відбуває за наказом начальства, полковник з дочкою, а потім і Джеффрі, вирушають до вигаданого міста Чукоті.
Тим часом Сурат-хан збирає армію і направляє її до кордону. Здійснивши напад на форт Чукоті, він вбиває всіх городян і в тому числі полковника Кемпбелла. Ельзі і Джеффрі вдається врятуватися. Далі дівчина зізнається колишньому нареченому, що любить Перрі по-справжньому. Джеффрі упокорюється з поразкою і виявляє благородство, відсилаючи брата на час майбутнього бою.
Після того, як Сурат-хан переходить на бік росіян, командир британського корпусу в Криму, сер Чарльз Месфілд, відправляє Джеффрі до його начальства з наказом не нападати на хана. Але Джеффрі своїми очима бачив різанину в Чукоті, і, бажаючи справедливої відплати, підробляє наказ і направляє кавалерію в смертельну атаку на цитадель хана поруч з містом Балаклава. Під час битви хан смертельно ранить Джеффрі, але перед смертю тим вдається вбити лиходія.

## Цікаві факти
- Під час знімання картини брали участь 125 коней, загинуло 25 коней (IMDb ), внаслідок чого Конгресом США був прийнятий новий закон про захист тварин, що беруть участь у виробництві фільмів. Крім того, були і людські жертви — у сцені битви загинув один з каскадерів, коли, зірвавшись з коня, впав прямо на лезо шпаги[4].

## В ролях
- Еррол Флінн — майор Джеффрі Вікерс
- Олівія де Хевілленд — Ельза Кемпбелл
- Патрік Ноулз — капітан Перрі Вікерс
- Дональд Крісп — полковник Кемпбелл
- Генрі Стівенсон — сер Чарльз Месфілд
- Спрінг Байінтон — леді Октавія
- Роберт Беррат — граф Ігор Волонофф